# Vouthon-Haut
Vouthon-Haut är en kommun i departementet Meuse i regionen Grand Est (tidigare regionen Lorraine) i nordöstra Frankrike. Kommunen ligger i kantonen Gondrecourt-le-Château som tillhör arrondissementet Commercy. År 2022 hade Vouthon-Haut 78 invånare.

## Befolkningsutveckling
Antalet invånare i kommunen Vouthon-Haut
| Referens: INSEE |